# Corporate University
Eine Corporate University ist eine von einem Unternehmen betriebene Fortbildungseinrichtung, die der Aus- und Fortbildung von Mitarbeitern dient. Lehr- und Ausbildungspläne richten sich an der strategischen Ausrichtung des jeweiligen Unternehmens aus. Es handelt sich entgegen der Bezeichnung nicht um eine Hochschule. Die verliehenen Abschlüsse werden in der Regel nicht staatlich anerkannt.

## Zielsetzung
Da es an einem einheitlichen Verständnis von Corporate Universities mangelt und ein konzeptioneller Rahmen zur Systematisierung fehlt, versteckt sich hinter dem Begriff eine Bandbreite wesensverschiedener Modelle:
Einige dienen nur der unternehmensinternen Weiterbildung, andere agieren auf dem freien Markt oder sind in beiden Sektoren tätig. Manche dienen als elitäre Kaderschmiede, andere als innovationsstimulierende Kontaktbörse. Viele betreiben nur Managemententwicklung, andere umfassende Personalentwicklung, wieder andere steigen gleich bei der ganzheitlichen Unternehmensentwicklung ein.

## Merkmale
Corporate Universities können idealtypisch wie folgt charakterisiert werden:
1. Orientierung an der strategischen Ausrichtung des Unternehmens (Plattform für kernstrategische Initiativen und Aktivitäten).
2. 'Studium' auf der Basis eines begleitenden Projekts.
3. Unterstützung der Internationalisierung des Unternehmens.
4. Virtuelles Lernen mit Hilfe moderner IT- und Kommunikationstechniken, zum Beispiel Tele-Learning, Business-TV, Multimedia, Internet oder Intranet.
5. 'Studium' zum Großteil auf der Basis von Selbstorganisation: Das Unternehmen stellt den Rahmen, der von Mitarbeitern oder Arbeitsgruppen ausgefüllt wird, zur Verfügung.
6. Entwicklung der Unternehmenskultur.
7. Netzwerk von Experten inkl. Business School.
8. Verknüpfung von individuellem und organisationalem Lernen.

## Ausprägungen
- Die AutoUni[2] versteht sich als „Weiterbildungsinstitution mit wissenschaftlichem Profil“ und bietet nach eigenen Angaben „markenübergreifende Veranstaltungen, in denen interne und externe Experten mit den Teilnehmenden über die aktuellen Herausforderungen und Zielsetzungen des Konzerns diskutieren können und dabei ihr Wissen in den Konzern tragen.“[3]
- Die Bertelsmann University[4] ist ein Beispiel für die innovations- und kulturstimulierende Kontaktbörse – eine Schaltzentrale der globalen Vernetzung von über 300 Profit-Centern. So soll geschäftspolitisch eine einheitliche „Sprache“ sichergestellt werden, zumal sich alle Eleven an den gleichen unternehmerischen Zielvorgaben orientieren. Insofern hat die Bertelsmann-Uni für die dezentral agierenden Statthalter eine integrative Funktion. Sie zielt auf die Homogenisierung der Unternehmenskultur und dient als Transmissionsriemen für eine „Kultur-Evolution“. Diese CU soll das Gefühl, wichtiges Glied der Unternehmensgemeinschaft zu sein, vermitteln.
- Die Daimler-Chrysler-Uni steht für elitäre Exklusivität. Geplant war sie als strategische Plattform für die Zusammenarbeit der beiden Automobilkonzerne.
- Die Motorola University (1989–2010) verkörperte den Typ einer unternehmensinternen Volkshochschule.
- Die Telekom School of Transformation soll nach Unternehmensangaben ab 2012 „ein international ausgerichtetes Zentrum des Konzerns als Nukleus zur Weiterentwicklung der Unternehmenskultur werden.“[5]
- Die bereits 1988 gegründete Wöhrl Akademie dient als eine der ältesten Unternehmensakademien Deutschlands der fachlichen wie persönlichen Qualifikation der Mitarbeiter sowie der Führungskräfteentwicklung. Ein spezielles Nachwuchsprogramm (iMEP) wird seit 2010 auch unternehmensübergreifend angeboten.[6]
- Kleine und mittlere Unternehmen betreiben hingegen meist eine gezielte Netzwerk-Strategie, um über Sozialkapital (insbesondere „Vertrauen“), High Skilled Workers (hochqualifizierte Arbeitnehmer, Professionals oder schlicht „Experten“) zu verfügen und Kapitalströme zu akquirieren oder zu lenken (siehe auch Burschenschaft).

Denkbar sind aber auch Kombinationen, bei denen die Persönlichkeitsentwicklung mit der Personalentwicklung und diese mit der Unternehmens- und Strategieentwicklung gekoppelt werden. Eine Corporate University kann sich, so wie die klassische Weiterbildung, auf Personen richten, aber darüber hinaus das organisationale Lernen vorantreiben, um so den Unternehmenserfolg zu steigern.
Es scheint sich eine Sichtweise durchzusetzen, das Lernen im Unternehmen systematisch und strategiebegleitend zu betreiben und dieses mit unternehmerischen Funktionen wie Beschaffung und Vertrieb zu verknüpfen. Bei firmeneigenen Kaderschmieden steht der Nutzen des Unternehmens im Vordergrund.

## Aktuelle Situation
40 Prozent der größten Unternehmen der Welt verfügen bereits über Firmen-Universitäten. In den USA gibt es mittlerweile etwa 1700, darunter die Disney-University und die Hamburger University von McDonald’s. Rund 200 wurden in England gegründet. (Stand 2007)
Eine Studie des englischen Henley Management Collegs prognostiziert, dass bis zum Jahre 2010 mehr Amerikaner ihre Studien an Corporate Universities absolvieren werden als an traditionellen Hochschulen.
In Deutschland gehören Deutsche Telekom, Merck, Lufthansa, Deutsche Bank, Dresdner Bank, Siemens, SAP, Daimler-Chrysler, Bertelsmann und die Metallgesellschaft zu den Gründungspionieren. Sie wandelten vor ca. drei Jahren ihre Weiterbildungsabteilungen in Firmen-Universitäten um. Die Legitimation hierzu bezogen sie aus ihrer Größe, ihrem Bekanntheitsgrad und ihrer volkswirtschaftlichen Bedeutung.
Diese Firmenhochschulen bemühen sich, die Bezeichnung University durch Kooperationen mit renommierten Business Schools zu legitimieren. Bekannte Unternehmen wie Daimler, MLP und Bertelsmann arbeiten daher mit hochkarätigen Eliteschulen zusammen. Partner sind hier unter anderem Harvard, INSEAD, Duke, Stanford, MIT oder das Institute for Management Development in Lausanne.

## Problematik der BezeichnungUniversity
Im Regelfall assoziiert man mit dem Begriff Universität Hörsäle, Bibliotheken, einen Campus, Professoren und akademische Weihen. Mit einer herkömmlichen Hochschule haben die Firmenuniversitäten nur die Bezeichnung gemeinsam. In den meisten Fällen würden sie den strikten Vorschriften des deutschen Hochschulrechts nicht genügen.
Eine Corporate University ist kein Ort freien Forschens und Lehrens. Ihre Lehrinhalte orientieren sich an geschäftlichen Notwendigkeiten. Darum sind sie stark in den kulturellen, organisatorischen und strategischen Rahmen des Unternehmens eingebunden und verfolgen dessen Zwecke und Ziele.
Oft versteckt sich hinter der Bezeichnung University nur das bestehende Trainingszentrum, die Abteilung für Personalentwicklung oder schlicht eine Koordinierungsstelle für das betriebliche Weiterbildungsprogramm.
Die Verwendung des Begriffs University ist problematisch, die Landeshochschulgesetze verbieten die Verwendung des Begriffs Universität oder deren fremdsprachige Bezeichnung.

## Praxis
Die Praxis von Corporate Universities ist so unterschiedlich und vielfältig wie bisherige Formen betrieblicher Personal- und Managemententwicklung. Einer Corporate University steht daher die ganze Bandbreite an Lehrmethoden zur Verfügung: traditionelle Trainingsseminare, projektorientierte Lernformen, Computer-based-Trainings, Near-by-the-job-Trainings, Selbstlernprogramme und Videokonferenzen.
Einige Unternehmen bieten den Lernstoff im informationstechnologisch eingebundenen Rahmen der Net-Learning-Community an. An die Stelle der ortsgebundenen Campus-Bibliothek tritt teilweise die netzbasierte Datenbank, auf die per Handy zugegriffen werden kann. Da die Opportunitätskosten der Abwesenheit vom Arbeitsplatz zunehmen, vertreten einige Autoren die Auffassung, dass zukünftig ein immer größerer Teil der betrieblichen Weiterbildung virtuell im Netz abgewickelt werden wird.
Trotz der Möglichkeiten der modernen Telekommunikation wird der Lernstoff nach wie vor mit Hilfe herkömmlicher Methoden vermittelt. Der Anteil der Präsenzseminaren liegt häufig bei 80 bis 90 Prozent. Manche Unternehmen bevorzugen Präsenzveranstaltungen, da bei Face-to-Face-Kontakten der Austausch von Know-how und Erfahrungen eher möglich ist als durch digitale Medien. Andere Unternehmen kombinieren Präsenzveranstaltungen mit E-Learning.
Einige Corporate Universities bieten fertige Lernpakete an, andere ermitteln in speziellen Design-Workshops den Bildungsbedarf und gleichen ihn ab. Eine besondere Rolle spielt hierbei das selbstorganisierte Lernen. Erwachsenen und vor allem High-Potentials soll so die Möglichkeit geboten werden, selbstgesteuert zu lernen.
Den studierenden Managern werden Kenntnisse, Fähigkeiten und Werkzeuge zur Ideenerzeugung und Zukunftsgestaltung des Unternehmens vermittelt. Zudem besteht die Möglichkeit zur Rekrutierung von Nachwuchskandidaten für gehobene Führungsaufgaben. Das steigert deren Motivation und Bindung an das Unternehmen.
Einige Corporate Universities nutzen das eigene Unternehmen als Fallstudie. An der Siemens-Uni konnten Einsparungspotentiale erwirtschaftet werden, da Studenten herausfanden, wie sich die Kosten für Mobiltelefonate in den britischen Niederlassungen um 60 % reduzieren lassen.

## Managemententwicklung
Im Bereich der Managemententwicklung lassen sich die Studienthemen drei Bereichen zuordnen:
- funktionsbezogene Betriebswirtschaftslehre bezogen auf die Besonderheiten des Unternehmens (zum Beispiel Marketing, Produktion, Personalwirtschaft),
- Management-Querschnittwissen (zum Beispiel Innovationsmanagement, Qualitätsmanagement, Projektmanagement),
- persönliche Managementqualifikation (zum Beispiel Kommunikation, Zeitmanagement, Kreativität).

Normalerweise endet das Studium an einer Corporate University ohne einen anerkannten akademischen Abschluss, je nach Themenschwerpunkt der Ausbildung erfolgen häufig unternehmenseigene Zertifizierungen. Hierbei werden mitunter interne Titel wie zum Beispiel Certified Businessleader, Certified Projectmanager oder Certified Marketingmanager verliehen. Der Wert der praxisorientierten Abschlusszertifikate beschränkt sich jedoch auf das eigene Unternehmen.
Soweit zwischen einer Corporate University und staatlichen sowie akkreditierten privaten Hochschulen Kooperationen bestehen, können mitunter international anerkannte Abschlüsse wie 'Bachelor' oder Master of Business Administration (MBA) erworben werden.